# LKB1
LKB1（liver kinase B1）またはSTK11（serine/threonine kinase 11）、renal carcinoma antigen NY-REN-19は、ヒトではSTK11遺伝子にコードされるプロテインキナーゼである。

## 発現
マウス3T3-L1細胞やヒトSGBS細胞をテストステロンやジヒドロテストステロンで24時間処理すると、アンドロゲン受容体を介してLKB1のmRNAの発現が大きく低下し、その結果AMPKのリン酸化による活性化が低下する。対照的に、17β-エストラジオール処理はLKB1のmRNAを増加させる。この効果はエストロゲン受容体α（ERα）によって媒介される。
一方、ER陽性乳がん細胞株MCF-7では、エストラジオールはLKB1転写産物とタンパク質発現の用量依存的な低下を引き起こし、LKB1の標的であるAMPKのリン酸化を大きく低下させる。ERαはSTK11のプロモーター領域にリガンド非依存的に結合し、この相互作用はエストラジオール存在下で低下する。さらに、STK11のプロモーター活性はエストラジオールの存在下で大きく低下する。

## 機能
STK11遺伝子はセリン/スレオニンキナーゼファミリーのメンバーをコードする。細胞の極性を調節し、がん抑制遺伝子として機能する。
LKB1活性の喪失は、高度にアグレッシブなHER2＋乳がんと関係している。乳腺でLkb1の発現を喪失するよう遺伝子改変されたHER2/neuマウスは、腫瘍形成の潜伏期間が減少する。これらのマウスは、非常に代謝が高く、mTORが過剰に活性化された乳腺腫瘍を形成する。AZD8055（mTORC1とmTORC2の阻害剤）と2-DGを用いてｍTORと代謝を同時に標的とした臨床前研究では、乳腺腫瘍の形成が阻害されている。乳腺腫瘍を持たない対照群のマウスでは、ミトコンドリアの機能はAZD8055/2-DG処理の影響を受けない。
ポイツ・ジェガーズ症候群でみられる、触媒活性を失ったLKB1変異体は、プロモーター領域の応答エレメントへのリクルートによってサイクリンD1の発現を活性化する。触媒活性を失ったLKB1変異体は発がん因子としての性質を持つ。

## 臨床的意義
この遺伝子の生殖細胞系列変異は、消化管でのポリープの成長、皮膚や口の色素斑、その他の新生物によって特徴づけられる常染色体優性遺伝疾患である、ポイツ・ジェガーズ症候群と関係している。また、散発性の肺がん、主に腺癌でも変異がみられる。さらに、子宮頸がん、乳がん、腸がん、精巣がん、膵がん、皮膚がんでもこの遺伝子の体細胞変異は多数発見されている。

## 活性化
LKB1は、偽キナーゼSTRADとアダプタータンパク質MO25の結合によって、アロステリックに活性化される。LKB1-STRAD-MO25ヘテロ三量体複合体は生物学的活性単位として、AMPKや、AMPK関連キナーゼファミリーの少なくとも12種類の他のキナーゼをリン酸化して活性化する。STRADαのいくつかのスプライスアイソフォームはLKB1の活性、複合体の組み立て、LKB1の細胞内局在、そしてLKB1依存的なAMPK経路の活性化に異なる影響を与える。

## 構造
LKB1-STRAD-MO25複合体の結晶構造はX線結晶構造解析によって明らかにされており、LKB1がアロステリックに活性化される機構が解明されている。LKB1は他のプロテインキナーゼでも見られる典型的な構造をしており、リガンドであるATPを結合するポケットの両側に2つのローブが位置している。STRADとMO25は協働してLKBの活性型コンフォメーションを促進する。LKB1のキナーゼ活性に重要なエレメントである活性化ループはMO25によって適切な位置に保持されており、STRADとMO25の存在下でLKB1の活性が大きく増大することが説明される。

## 相互作用
LKB1は次に挙げる因子と相互作用することが示されている。
- CDC37（英語版）[19]
- FYN[20]
- HSP90AA1[19]
- LYK5（英語版）[21][22]
- SMARCA4[23]
- ESR1[24]

## 関連文献
- “LKB1--a master tumour suppressor of the small intestine and beyond”. Nature Reviews. Cancer 2 (7):  529–35. (July 2002). doi:10.1038/nrc843. PMID 12094239.
- “LKB1 tumor suppressor protein: PARtaker in cell polarity”. Trends in Cell Biology 14 (6):  312–9. (June 2004). doi:10.1016/j.tcb.2004.04.001. PMID 15183188.
- “The LKB1 tumor suppressor kinase in human disease”. Biochimica et Biophysica Acta (BBA) - Reviews on Cancer 1775 (1):  63–75. (January 2007). doi:10.1016/j.bbcan.2006.08.003. PMID 17010524.
- “Normalization and subtraction: two approaches to facilitate gene discovery”. Genome Research 6 (9):  791–806. (September 1996). doi:10.1101/gr.6.9.791. PMID 8889548.
- “Low frequency of somatic mutations in the LKB1/Peutz-Jeghers syndrome gene in sporadic breast cancer”. Cancer Research 58 (7):  1384–6. (April 1998). PMID 9537235.
- “Nine novel germline mutations of STK11 in ten families with Peutz-Jeghers syndrome”. Human Genetics 103 (2):  168–72. (August 1998). doi:10.1007/s004390050801. PMID 9760200.
- “Loss of LKB1 kinase activity in Peutz-Jeghers syndrome, and evidence for allelic and locus heterogeneity”. American Journal of Human Genetics 63 (6):  1641–50. (December 1998). doi:10.1086/302159. PMC 1377635. PMID 9837816.
- “Somatic mutation of the Peutz-Jeghers syndrome gene, LKB1/STK11, in malignant melanoma”. Oncogene 18 (9):  1777–80. (March 1999). doi:10.1038/sj.onc.1202486. PMID 10208439.
- “Germline and somatic mutations of the STK11/LKB1 Peutz-Jeghers gene in pancreatic and biliary cancers”. The American Journal of Pathology 154 (6):  1835–40. (June 1999). doi:10.1016/S0002-9440(10)65440-5. PMC 1866632. PMID 10362809.
- “Novel mutations in the LKB1/STK11 gene in Dutch Peutz-Jeghers families”. Human Mutation 13 (6):  476–81. (1999). doi:10.1002/(SICI)1098-1004(1999)13:6<476::AID-HUMU7>3.0.CO;2-2. PMID 10408777.
- “Antigens recognized by autologous antibody in patients with renal-cell carcinoma”. International Journal of Cancer 83 (4):  456–64. (November 1999). doi:10.1002/(SICI)1097-0215(19991112)83:4<456::AID-IJC4>3.0.CO;2-5. PMID 10508479.
- “LKB1, a novel serine/threonine protein kinase and potential tumour suppressor, is phosphorylated by cAMP-dependent protein kinase (PKA) and prenylated in vivo”. The Biochemical Journal 345 Pt 3 (3):  673–80. (February 2000). doi:10.1042/0264-6021:3450673. PMC 1220803. PMID 10642527.
- “Phosphorylation of the protein kinase mutated in Peutz-Jeghers cancer syndrome, LKB1/STK11, at Ser431 by p90(RSK) and cAMP-dependent protein kinase, but not its farnesylation at Cys(433), is essential for LKB1 to suppress cell vrowth”. The Journal of Biological Chemistry 276 (22):  19469–82. (June 2001). doi:10.1074/jbc.M009953200. PMID 11297520.
- “The Peutz-Jegher gene product LKB1 is a mediator of p53-dependent cell death”. Molecular Cell 7 (6):  1307–19. (June 2001). doi:10.1016/S1097-2765(01)00258-1. PMID 11430832.
- “Novel and natural knockout lung cancer cell lines for the LKB1/STK11 tumor suppressor gene”. Oncogene 23 (22):  4037–40. (May 2004). doi:10.1038/sj.onc.1207502. PMID 15021901.
- “Mutation screening at the RNA level of the STK11/LKB1 gene in Peutz-Jeghers syndrome reveals complex splicing abnormalities and a novel mRNA isoform (STK11 c.597(insertion mark)598insIVS4)”. Human Mutation 18 (5):  397–410. (November 2001). doi:10.1002/humu.1211. PMID 11668633.
- “STK11/LKB1 Peutz-Jeghers gene inactivation in intraductal papillary-mucinous neoplasms of the pancreas”. The American Journal of Pathology 159 (6):  2017–22. (December 2001). doi:10.1016/S0002-9440(10)63053-2. PMC 1850608. PMID 11733352.